# 沙头街道 (深圳市)

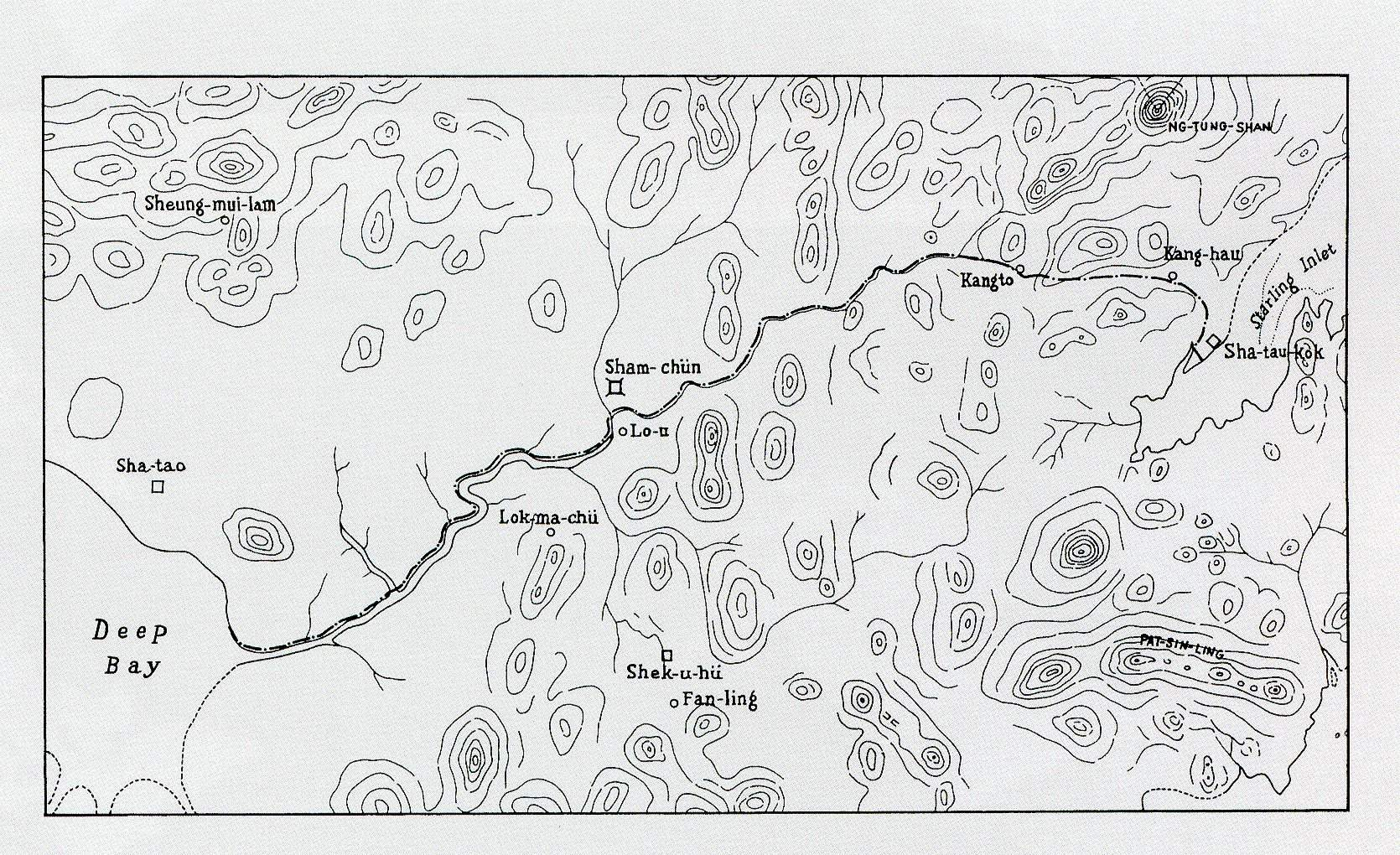
1898年《展拓香港界址專條》附圖中的沙頭（Sha-tao）

沙頭街道是中國廣東省深圳市福田區下轄的一個街道，於1983年成立，位於福田區的西南部。名称取自街道内的古地名——沙头。

## 地理
總面積18.9平方公里，總人口44.4萬人，其中戶籍人口9.4萬人，暫住人口35萬人。下轄以下社區：
新沙社区、新洲社区、沙咀社区、上沙社区、金城社区、金地社区、沙尾社区、翠湾社区、下沙社区、金碧社区、新华社区、绿景社区、天安社区和泰然社区。

## 經濟
沙頭街道有一部份商業區，鄰近深南路。餘者大多以住宅區為主。

## 景點
- 紅樹林自然保護區
- 深圳高爾夫球場

## 交通

### 道路
- 濱海大道